# 也斯
也斯，MH（1949年3月12日—2013年1月5日），本名梁秉鈞，廣東新會人，香港作家。

## 生平
也斯的父親在他四歲時去世，此後由母親撫養成人。他曾就讀灣仔端正小學北角道分校（1960年畢業）及何文田官立中學（1960年入讀，1965年中五），十多歲開始創作，投稿《中國學生週報》,20歲成為專欄作家，1970年在浸會學院英文系畢業後，曾任中學教師、報館外電翻譯、《南華早報》和麗的電視合辦的《香港電視周刊》美術編輯，參與文學刊物《四季》、《文林》、《大拇指》等的編輯工作。
1978年赴美進修，1984年獲加利福尼亞大學聖地牙哥分校比較文學博士學位，論文為 Aesthetics of opposition: a study of the modernist generation of Chinese poets, 1936-1949。
回港後，也斯任教於香港大學英文及比較文學系，1998年起任職香港嶺南大學中文系比較文學講座教授，後兼任人文學科研究中心主任，專授文學與電影、比較文學、香港文學、現代文學批評、中文文學創作等科目。
也斯在詩歌、散文、小說、戲劇、文學評論、文化研究等各個領域均有成就。曾獲《大拇指》詩獎、「藝盟」香港作家年獎、2010年香港作家年獎。小說集《布拉格的明信片》、《後殖民食物與愛情》、詩集《半途──梁秉鈞詩選》曾獲中文文學雙年獎。著有散文集《神話午餐》、《山水人物》，詩集《雷聲與蟬鳴》、《游離的詩》、《博物館》、《衣想》，小說集《島與大陸》、《剪紙》、《記憶的城市．虛構的城市》，攝影集《也斯的香港》等。作品曾翻譯成英、日、德、法等多種語言。多次赴歐美講學，1998年應德國學術交流協會獎學金（DAAD）之邀任駐柏林藝術家。
也斯主要以中文創作，但其英文文章亦散見於香港的《瞄》雜誌。
2010也斯向傳媒證實患上肺癌，至2013年1月5日去世。。在其去世後，他的友人葉輝亦公開宣佈，《狂城亂馬》的作者心猿是也斯。 《狂城亂馬》榮獲第四屆香港中文文學雙年獎小說組冠軍，而評審小組成員包括：李歐梵、何錦玲、孫述宇、黃維樑和也斯本人。在其去世後，李歐梵亦答應了當時明報的編者寫篇悼文，題為《憶也斯》。

## 筆名來源
「也斯」為兩個無意義字的組合。據他表示，過往人們使用的筆名本身，常帶有一定意思，令人未看作品時就已對作者有一種感覺。於是也斯希望能突破這一點，使用本身沒有什麼意思的字作筆名。於是選了文言句中常見的兩個虛詞作筆名。

## 文學以及學術作品[11]
| 書名                                                                   | 著作形式                                                             | 出版年 | 出版地       | 出版社                              |
| ---------------------------------------------------------------------- | -------------------------------------------------------------------- | ------ | ------------ | ----------------------------------- |
| Lotus Leaves: Selected Poems of Leung Ping-kwan                        | 梁秉鈞著，John Minford英譯                                           | 2020   | 香港         | 香港中文大學出版社                  |
| Dragons: Shorter Fiction of Leung Ping-kwan                            | 也斯著，Wendy Chan, Jasmine Tong Man and David Morgan英譯            | 2020   | 香港         | 香港中文大學出版社                  |
| Paper Cuts《剪紙》                                                     | 也斯著，Brian Holton英譯                                             | 2015   | 香港         | 香港中文大學翻譯研究中心            |
| 喝一口茶                                                               | 也斯著                                                               | 2015   | 香港         | 文化工房 / 大拇指出版社             |
| 也斯影評集                                                             | 也斯著，鄭政恆編                                                     | 2015   | 香港         | 香港電影評論學會                    |
| 梁秉鈞五十年詩選                                                       | 梁秉鈞著                                                             | 2014   | 台灣         | 台大出版中心                        |
| 香港當代作家作品選集．也斯卷                                           | 也斯著，吳風編                                                       | 2014   | 香港         | 天地圖書                            |
| 浮世巴哈                                                               | 也斯著                                                               | 2013   | 香港         | 牛津大學出版社                      |
| 守望香港：香港 —— 東京往復書簡                                         | 也斯與四方田犬彥著，韓燕麗翻譯                                       | 2013   | 香港         | 牛津大學出版社                      |
| 普羅旺斯的漢詩                                                         | 梁秉鈞著                                                             | 2012   | 香港         | 牛津大學出版社                      |
| 香港文學與電影                                                         | 梁秉鈞、黃淑嫻、沈海燕、鄭政恆合編                                   | 2012   | 香港         | 香港公開大學出版社及香港大學出版社  |
| 灰鴿試飛：香港筆記                                                     | 也斯著                                                               | 2012   | 台北         | 解碼出版社                          |
| City at the End of Time《形象香港》                                    | 梁秉鈞著，與Gordon T. Osing合編合譯，張美君編                        | 2012   | 香港         | 香港大學出版社                      |
| Fly Heads and Bird Claws《蠅頭與鳥爪》                                 | 梁秉鈞著，Christopher Mattison編輯，Brian Holton、John Minford等英譯 | 2012   | 香港         | MCCM Creations                      |
| Sichtbares und Verborgenes《顯與隱》                                   | 梁秉鈞著，洪安瑞[Andrea Riemenschnitter]德譯，Helen Wallimann英譯    | 2012   | 香港         | MCCM Creations                      |
| En ces jours instables《在不安定的日子》                               | 梁秉鈞著，Camille Loivier法譯                                        | 2012   | 香港         | MCCM Creations                      |
| Mapa Refeito《重畫地圖》                                               | 梁秉鈞著，Beatriz Brasil葡譯                                         | 2012   | 澳門         | 澳門故事協會                        |
| 人間滋味                                                               | 也斯著                                                               | 2011   | 香港         | 天窗出版社                          |
| アジアの味：也斯詩集                                                   | 也斯著，池上貞子翻譯                                                 | 2011   | 東京         | 思潮社                              |
| 香港文學的傳承與轉化                                                   | 梁秉鈞, 陳智德, 鄭政恆編                                             | 2011   | 香港         | 匯智出版                            |
| 香港當代作家作品合集選：小說卷                                         | 梁秉鈞, 葉輝, 鄭政恆編                                               | 2011   | 香港及新加坡 | 明報月刊出版社及新加坡青年書局      |
| 也斯看香港                                                             | 也斯著                                                               | 2011   | 廣州         | 花城出版社                          |
| 劉以鬯與香港現代主義 = Liu Yichang and Hong Kong modernism             | 梁秉鈞...等編                                                        | 2010   | 香港         | 香港公開大學出版社                  |
| 雷聲與蟬鳴                                                             | 梁秉鈞著                                                             | 2009   | 香港         | 文化工房                            |
| 越界的行程                                                             | 也斯著                                                               | 2009   | 香港         | 明報月刊出版社                      |
| 變化的邊界 : 梁秉鈞詩集 = Shifting Borders : poems of Leung Ping Kwan  | 梁秉鈞著                                                             | 2009   | 澳門         | 澳門故事協會                        |
| 後殖民食物與愛情 = Postcolonial Affairs of Food and the Heart          | 也斯著                                                               | 2009   | 香港         | Oxford University Press (China) Ltd |
| 跟白先勇一起創作 : 嶺大文學創作坊筆記                                  | 梁秉鈞, 林佩華, 張頌賢編輯                                           | 2008   | 香港         | 香港教育圖書                        |
| 胡金銓電影傳奇                                                         | 胡維堯, 梁秉鈞主編                                                   | 2008   | 香港         | 明報出版社                          |
| 書寫香港@文學故事 （页面存档备份，存于）                               | 嶺南大學人文學科研究中心香港文學研究小組 ; 梁秉鈞策劃                | 2008   | 香港         | 香港教育圖書                        |
| 胡金銓的藝術世界                                                       | 梁秉鈞編                                                             | 2007   | 台北         | 躍昇文化                            |
| 蔬菜的政治 = Vegetable politics                                        | 梁秉鈞著                                                             | 2006   | 香港         | 牛津大學出版社                      |
| 東亞文化與中文文學 = East Asian culture & modern literature in Chinese | 梁秉鈞, 許旭筠主編                                                   | 2006   | 香港         | 明報出版社                          |
| 也斯的香港                                                             | 也斯著                                                               | 2005   | 香港         | 三聯書店 (香港)                     |
| 現代漢詩論集                                                           | 陳炳良, 梁秉鈞, 陳智德編                                             | 2005   | 香港         | 嶺南大學人文學科研究中心            |
| 香港文學電影片目, 1913-2000                                            | 梁秉鈞, 黃淑嫻編                                                     | 2005   | 香港         | 嶺南大學人文學科研究中心            |
| 山光水影                                                               | 也斯著                                                               | 2002   | 香港         | 牛津大學出版社                      |
| 養龍人師門                                                             | 也斯著                                                               | 2002   | 香港         | 牛津大學出版社                      |
| 街巷人物                                                               | 也斯著                                                               | 2002   | 香港         | 牛津大學出版社                      |
| 昆明的除夕                                                             | 也斯著                                                               | 2002   | 香港         | 牛津大學出版社                      |
| 新果自然來                                                             | 也斯著                                                               | 2002   | 香港         | 牛津大學出版社                      |
| 在柏林走路                                                             | 也斯著                                                               | 2002   | 香港         | 牛津大學出版社                      |
| 再讀張愛玲                                                             | 劉紹銘、梁秉鈞、許子東編                                             | 2002   | 香港         | 牛津大學出版社                      |
| 東西                                                                   | 梁秉鈞著                                                             | 2000   | 香港         | 牛津大學出版社                      |
| 布拉格的明信片                                                         | 也斯著                                                               | 2000   | 香港         | 青文書屋                            |
| 香港短篇小說選：六十年代                                               | 也斯編                                                               | 1998   | 香港         | 天地圖書                            |
| 越界書簡                                                               | 也斯著                                                               | 1996   | 香港         | 青文書屋                            |
| 香港文化空間與文學                                                     | 也斯著                                                               | 1996   | 香港         | 青文書屋                            |
| 香港文化                                                               | 也斯著                                                               | 1995   | 香港         | 香港藝術中心                        |
| 游離的詩                                                               | 梁秉鈞著                                                             | 1995   | 香港         | 牛津大學出版社                      |
| 半途：梁秉鈞詩選                                                       | 梁秉鈞著                                                             | 1995   | 香港         | 香港作家出版社                      |
| 記憶的城市．虛構的城市                                                 | 也斯著                                                               | 1993   | 香港         | 牛津大學出版社                      |
| 香港的流行文化                                                         | 也斯編                                                               | 1993   | 香港         | 三聯書店                            |
| City at the End of Time《形象香港》                                    | 梁秉鈞著，與Gordon T. Osing合編合譯                                  | 1992   | 香港         | 香港大學比較文學系及曙光圖書公司    |
| 昆明的紅嘴鷗                                                           | 也斯著                                                               | 1991   | 香港         | 突破出版社                          |
| 布拉格的明信片                                                         | 也斯著                                                               | 1990   | 香港         | 創建出版                            |
| 梁秉鈞卷                                                               | 集思編                                                               | 1989   | 香港         | 三聯書店                            |
| 三魚集                                                                 | 也斯著                                                               | 1988   | 香港         | 田園書屋                            |
| 島和大陸                                                               | 也斯著                                                               | 1987   | 香港         | 華漢文化                            |
| 城市筆記                                                               | 也斯著                                                               | 1987   | 台北         | 東大圖書                            |
| 書與城市                                                               | 也斯著                                                               | 1985   | 香港         | 香江出版                            |
| 山光水影                                                               | 也斯著                                                               | 1985   | 香港         | 博益出版                            |
| 游詩                                                                   | 梁秉鈞著                                                             | 1985   | 香港         | 香港中華文化促進中心                |
| 剪紙                                                                   | 也斯著                                                               | 1982   | 香港         | 素葉出版社                          |
| 山水人物                                                               | 也斯著                                                               | 1981   | 香港         | 香港文學研究社                      |
| 養龍人師門                                                             | 也斯著                                                               | 1979   | 高雄         | 民眾日報出版社                      |
| 神話午餐                                                               | 也斯著                                                               | 1978   | 台北         | 洪範書店                            |
| 雷聲與蟬鳴                                                             | 梁秉鈞著                                                             | 1978   | 香港         | 大拇指半月刊                        |
| 灰鴿早晨的話                                                           | 也斯著                                                               | 1972   | 台北         | 幼獅文化公司                        |

## 外部連結
- 游—也斯的旅程 （页面存档备份，存于） - 香港記憶
- 也斯個人網頁（嶺南中文系網頁）
- 一個閱讀也斯作品的地方 （页面存档备份，存于）
- 也斯英詩中譯（《茶》網頁） （页面存档备份，存于）
- 梁秉鈞(也斯)著作簡目 - Lingnan University Library: E-resources
- 《也斯：到處詩意》作家專訪 （页面存档备份，存于）
- 《狂城亂馬》風波